# Operatie Giant Lance

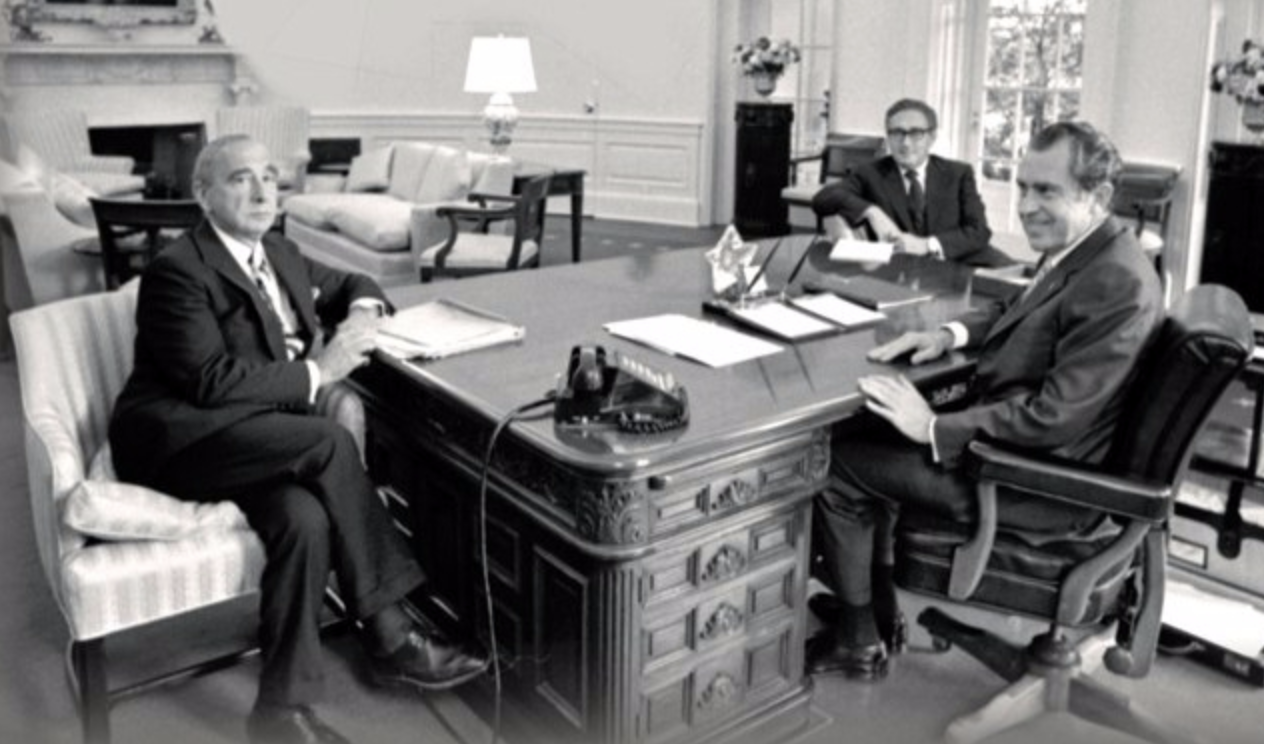
Fritz Kraemer, Henry Kissinger en Richard Nixon op 2 januari 1970 in het Oval Office.

Operatie Giant Lance (Operatie Grote Speer) was een geheime militaire operatie door de Verenigde Staten, die tijdens de Koude Oorlog een nucleaire aanval op de Sovjet-Unie moest simuleren. Op 10 oktober 1969 gaf Amerikaans president Richard Nixon het bevel de missie te starten, op advies van National Security Advisor Henry Kissinger.

## Geschiedenis
Er werden voorbereidingen getroffen om een eskader van achttien B-52-bommenwerpers van de 92d Strategic Aerospace Wing naar de Sovjet-Unie te laten vliegen, beladen met nucleaire wapens. De hoop was dat dit de Sovjet-Unie zou overtuigen dat Nixon bereid was een nucleaire oorlog te beginnen om zo de Vietnamoorlog te winnen. Het eskader steeg op op 27 oktober en vloog richting de Sovjet-Unie, waarbij er bewust voor gezorgd werd dat de vliegtuigen opgemerkt zouden worden door de Sovjets. Op 30 oktober beëindigde Nixon de operatie.
Het plan was onderdeel van Nixons madman-theorie. De details ervan bleven onbekend aan het grote publiek, totdat in het kader van de Freedom of Information Act aan het begin van de 21ste eeuw de documenten ontsloten werden.